# Trixis
Trixis Sw., 1788 è un genere di piante angiosperme dicotiledoni della famiglia delle Asteraceae.

## Descrizione

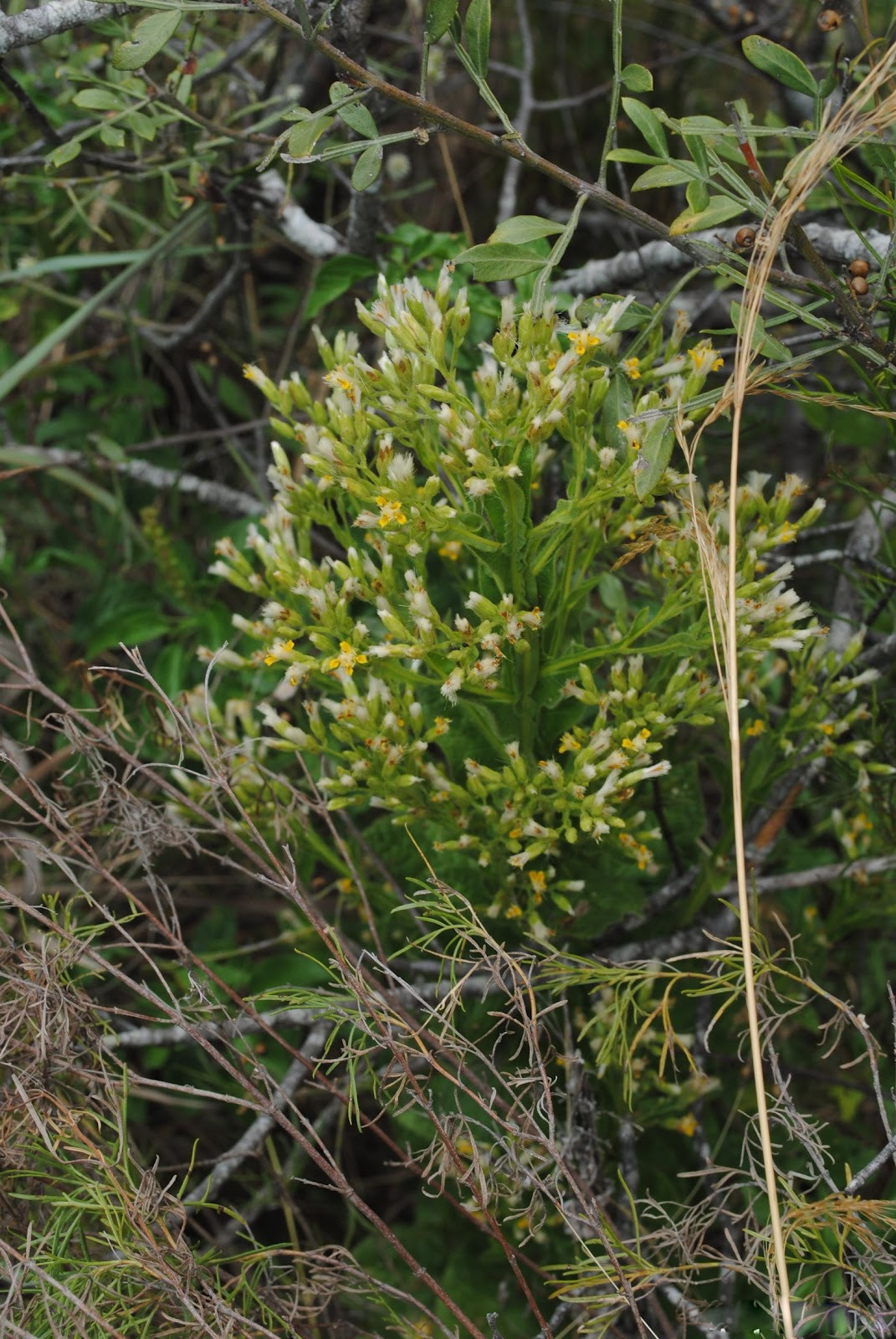
Il portamento
Trixis pallida

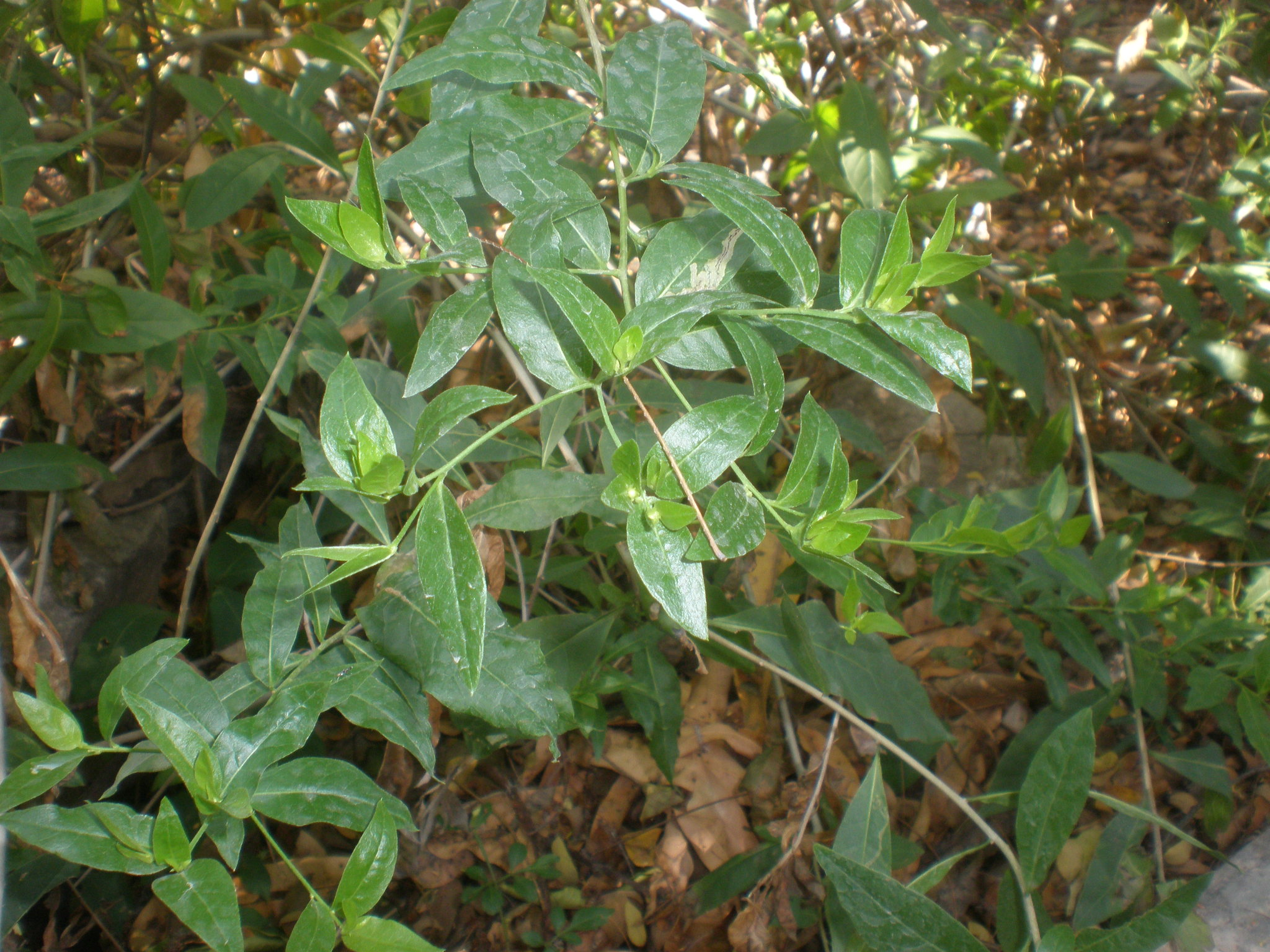
Le foglie
Trixis alata

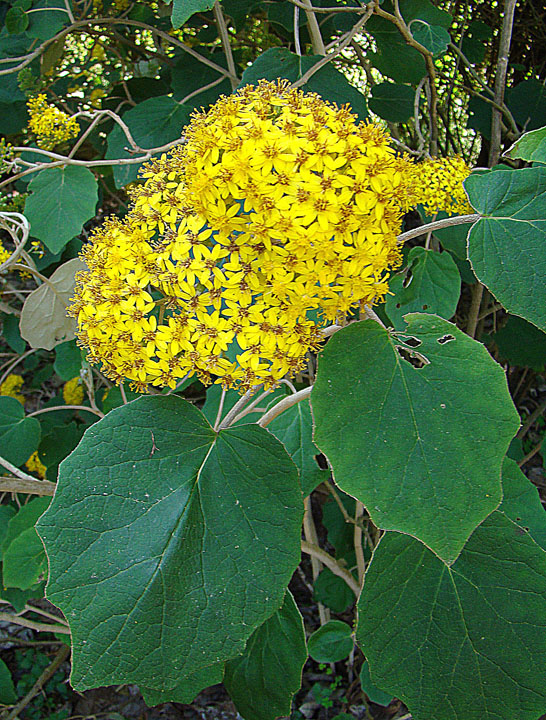
Infiorescenza
Trixis anomala

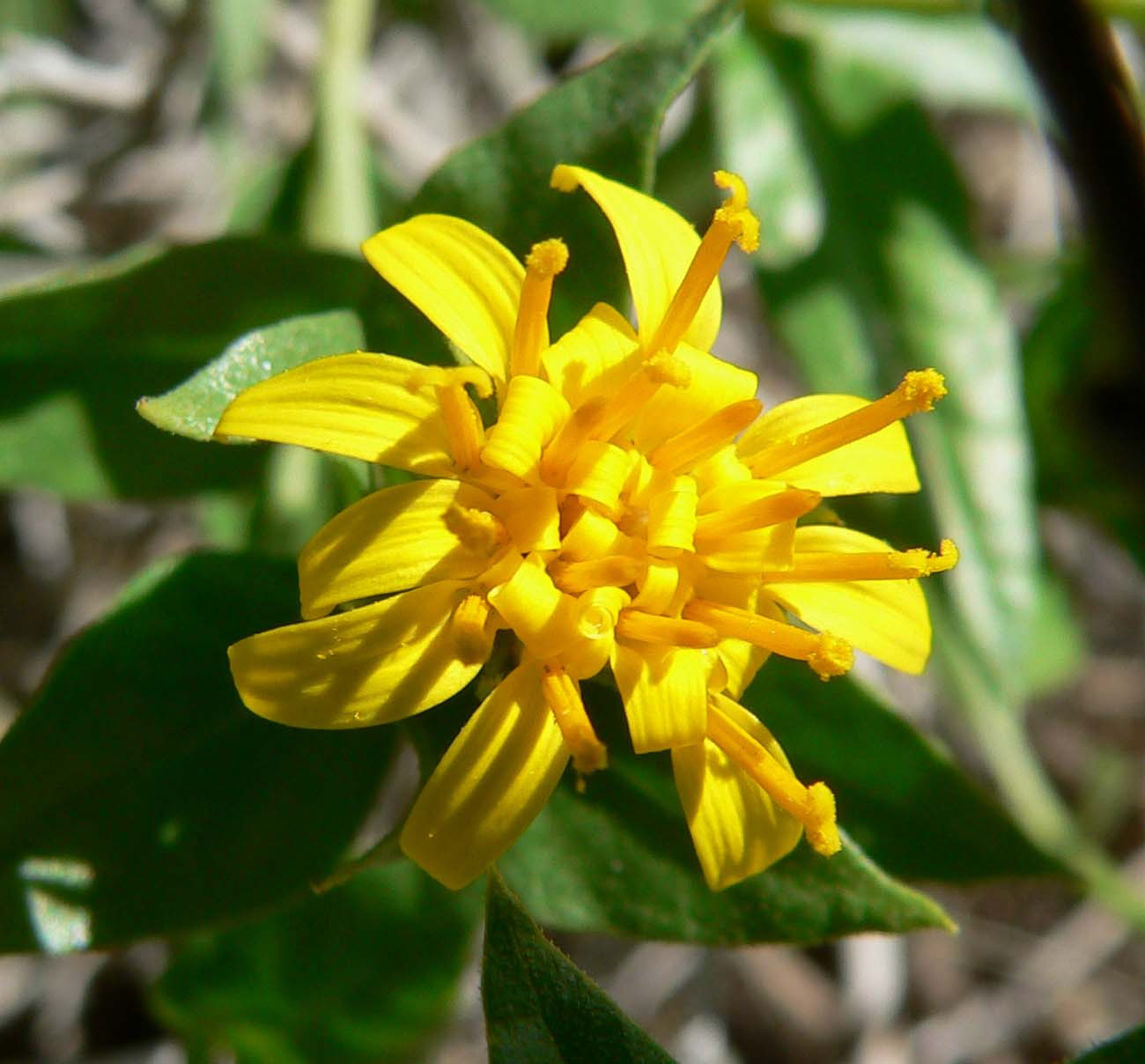
I fiori
Trixis californica

Le specie di questo gruppo hanno un habitus erbaceo perenne, subarbustivo, arbustivo, rampicante o (raramente) arboreo. Sono prive di lattice e spesso sono presenti specie rizomatose oppure fusti pelosi oppure con peli ghiandolari. L'altezza varia da 20 a 300 cm.
Le foglie lungo il caule sono disposte in modo alternato; sessili o picciolate. Le foglie sono semplici con forme strettamente lanceolate, ellittiche, oblanceolate o da obovate a oblunghe; le basi sono cuneate. I bordi sono interi o denticolati. La faccia abassiale può essere ghiandolosa.
Le infiorescenze sono composte da capolini terminali solitari, talvolta ascellari o raccolti in formazioni cimose lasse corimbose o panicolate. I capolini (quasi radiati) sono omogami e sono formati da un involucro (lungo 12 – 15 mm) a forma cilindrica, campanulata o emisferica composto da brattee (o squame) all'interno delle quali un ricettacolo fa da base ai fiori. L'involucro può essere sotteso da alcune (3 - 7) bratteole patenti verso l'alto. Le brattee, simili a foglie, pubescenti, disposte su 3 - 5 serie in modo embricato sono a forma lineare con apici acuti (sono riflesse alla fruttificazione). Il ricettacolo a forma piatta e alveolato è peloso o lungamente pubescente; è privo di pagliette (nudo).
I fiori sono tetraciclici (a cinque verticilli: calice – corolla – androceo – gineceo) e in genere pentameri (ogni verticillo ha 5 elementi). I fiori, da 4 a 60, sono ermafroditi e fertili.
- Formula fiorale:

*/x K {\displaystyle \infty }, [C (5), A (5)], G 2 (infero), achenio
- Calice: i sepali del calice sono ridotti ad una coroncina di squame.
- Corolla: le corolle sono bilabiate: il labbro esterno è tridentato, quello interno è profondamente bifido con lobi ricurvi. Le corolle sono colorate da giallo a arancio o raramente bianco.
- Androceo: l'androceo è formato da 5 stami con filamenti liberi e antere saldate in un manicotto circondante lo stilo.[10] Le antere in genere hanno una forma sagittata con appendici apicali acute, glabre o pubescenti. Le teche sono calcarate (provviste di speroni) e provviste di code. Il polline normalmente è tricolporato a forma sferica (può essere microechinato).
- Gineceo: il gineceo ha un ovario uniloculare infero formato da due carpelli.[10]. Lo stilo è unico e con due stigmi e un distinto nodo basale glabro. Gli apici degli stigmi sono troncati e sono ricoperti da piccole papille o in qualche caso da peli penicillati. L'ovulo è unico e anatropo.

I frutti sono degli acheni con pappo. La forma degli acheni varia da cilindrica a spiraleggiante (raramente è compressa); le pareti sono ricoperte da 5 coste (raramente sono presenti dei rostri) e sono glabre (o eventualmente setolose). Il carpoforo (o carpopodium) è uno stretto anello o corto cilindro oppure è assente. Il pappo (raramente è assente) è formato da setole (60 - 80) disposte su 2 - 4 serie (in alcuni casi sono uniseriate), sono barbate o piumose del tutto o a volte sono subpiumose solo apicalmente, ed è direttamente inserito nel pericarpo o connato in un anello parenchimatico posto sulla parte apicale dell'achenio.

## Biologia
- Impollinazione: l'impollinazione avviene tramite insetti (impollinazione entomogama tramite farfalle diurne e notturne).
- Riproduzione: la fecondazione avviene fondamentalmente tramite l'impollinazione dei fiori (vedi sopra).
- Dispersione: i semi (gli acheni) cadendo a terra sono successivamente dispersi soprattutto da insetti tipo formiche (disseminazione mirmecoria). In questo tipo di piante avviene anche un altro tipo di dispersione: zoocoria. Infatti gli uncini delle brattee dell'involucro si agganciano ai peli degli animali di passaggio disperdendo così anche su lunghe distanze i semi della pianta.

## Distribuzione e habitat
Le specie di questo gruppo sono distribuite dal Nord America al Sud America

## Tassonomia
La famiglia di appartenenza di questa voce (Asteraceae o Compositae, nomen conservandum) probabilmente originaria del Sud America, è la più numerosa del mondo vegetale, comprende oltre 23.000 specie distribuite su 1.535 generi, oppure 22.750 specie e 1.530 generi secondo altre fonti (una delle checklist più aggiornata elenca fino a 1.679 generi). La famiglia attualmente (2021) è divisa in 16 sottofamiglie.

### Filogenesi
La sottofamiglia Mutisioideae, nell'ambito delle Asteraceae occupa una posizione "basale" (si è evoluta precocemente rispetto al resto della famiglia) ed è molto vicina alla sottofamiglia Stifftioideae. La tribù Nassauvieae con la tribù Mutisieae formano due "gruppi fratelli" ed entrambe rappresentano il "core" della sottofamiglia.
Il genere Trixis descritto da questa voce appartiene alla tribù Nassauvieae. In alcuni studi più recenti (2018) il genere di questa voce risulta appartenere ad un clade (interno alla tribù) formato dai generi Berylsimpsonia, Dolichlasium, Jungia e Trixis.
I caratteri distintivi per le specie di questo genere sono:
- il portamento è erbaceo, subarbustivo o arbustivo;
- le corolle sono bilabiate;
- i rami dello stilo sono incoronati da papille.

Il numero cromosomico delle specie di questo genere è: 2n = 54 e 56.

### Elenco specie
Questo genere comprende le seguenti 44 specie:
- Trixis aggregata Rusby
- Trixis alata  D.Don
- Trixis angustifolia  DC.
- Trixis anomala  B.L.Turner
- Trixis cacalioides  D.Don
- Trixis calcicola  B.L.Rob.
- Trixis californica  Kellogg
- Trixis calycina  D.Don
- Trixis chiapensis  C.E.Anderson
- Trixis churinensis  B.Herrera
- Trixis divaricata  (Kunth) Spreng.
- Trixis forzzae  Borges & Saavedra
- Trixis glaziovii  Baker
- Trixis glutinosa  D.Don
- Trixis grandibracteata  C.E.Anderson
- Trixis grisebachii  Kuntze
- Trixis haenkei  Sch.Bip.
- Trixis hassleri  Chodat
- Trixis hintoniorum  B.L.Turner
- Trixis hyposericea  S.Watson
- Trixis inula  Crantz
- Trixis jaliscana  B.L.Turner
- Trixis lessingii  DC.
- Trixis matisiana  S.Díaz & Vélez-Nauer
- Trixis megalophylla  Greenm.
- Trixis mexicana  Lex.
- Trixis michuacana  Lex.
- Trixis nelsonii  Greenm.
- Trixis nobilis  (Vell.) Katinas
- Trixis ophiorhiza  Gardner
- Trixis pallida  Less.
- Trixis parviflora  C.E.Anderson
- Trixis peruviana  Katinas
- Trixis praestans  (Vell.) Cabrera
- Trixis pringlei  B.L.Rob. & Greenm.
- Trixis proustioides  Hieron.
- Trixis pruskii  D.J.N.Hind
- Trixis pterocaulis  B.L.Rob. & Greenm.
- Trixis sagasteguii  Cabrera
- Trixis silvatica  B.L.Rob. & Greenm.
- Trixis spicata  Gardner
- Trixis thyrsoidea  Dusén ex Malme
- Trixis vauthieri  DC.
- Trixis verbascifolia  S.F.Blake

### Sinonimi
Sono elencati alcuni sinonimi per questo genere:
- Castra Vell.
- Prionanthes  Schrank
- Tenorea  Colla